# Chiesa della Vergine del Santissimo Rosario
La Chiesa del Santissimo Rosario si trova a Montemesola (TA) in via Roma ed è dedicata alla Beata Vergine del Rosario Patrona del paese e titolare della confraternita omonima fondata nel 1683.

## Storia
Grazie all'interessamento del priore Vito Internò, dei confratelli Nunzio Castrignano, Michele Bucci e Lellio Ramires, la costruzione della chiesa iniziò il 2 febbraio 1824 sul luogo già sede dell'antica chiesa degli albanesi di rito bizantino dedicata allo Spirito Santo. Iniziata con un fondo cassa di 209 ducati. Costò complessivamente 3 384 ducati e 90 grani.
Il 7 marzo 1824 don Cosimo Tripaldi, parroco del paese, benedisse ufficialmente la posa della prima pietra e grazie all'aiuto dei numerosi confratelli la costruzione fu ultimata in sei anni.
Fu aperta al culto il 9 ottobre 1830 benedetta dal parroco don Cosimo Tripaldi con l'assistenza del canonico Ciro Orlando cerimoniere dell'arcivescovo Giuseppe Antonio De Fulgure, e dai sacerdoti secolari Sante Annicchiarico, Ciro D'Alò e Orazio Motolese da Grottaglie. Nel 1848 ebbe il suo campanile dotato di tre campane, una delle quali donata dal marchese Pasquale Chyurlia. Venne restaurata ed abbellita nel 1924 dal rettore Michele Punzi.